# Càncer de pulmó
El càncer de pulmó és un conjunt de malalties resultants del creixement maligne de cèl·lules del tracte respiratori, en particular el teixit pulmonar, i un dels tipus de càncer més freqüents a nivell mundial. El càncer de pulmó acostuma a originar-se a partir de cèl·lules epitelials, i pot derivar en metàstasi i infiltració a altres teixits del cos. S'exclou el càncer de pulmó aquelles neoplàsies que fan metàstasi al pulmó que provenen de tumors d'altres parts del cos.
És el tumor maligne més letal i causa 3 milions de morts anuals a tot el món.
Els símptomes més freqüents acostumen a ser dificultat respiratòria, tos (inclosa la tos sanguinolenta), i pèrdua de pes, juntament amb dolor toràcic, roncs i inflamació del coll i la cara.
El diagnòstic primerenc del càncer de pulmó és el principal condicionant per a l'èxit del seu tractament. En estats primerencs, el càncer pot, en el 20% dels casos, ser tractat mitjançant resecció quirúrgica amb èxit de curació. Tanmateix, degut a la seva virulència i a la dificultat per a la seva detecció precoç, en la majoria dels casos de diagnòstic ja hi està havent metàstasi; el càncer de pulmó presenta, juntament amb el càncer de fetge, pàncrees i esòfag, els pitjors pronòstics, amb una esperança de vida mitjana d'aproximadament 8 mesos.
La causa més comuna de càncer de pulmó és el tabaquisme. El primer a descobrir relació entre el tabac i aquest tipus de càncer fou l'alemany Fritz Lickint, la qual cosa va iniciar un moviment antitabac al Tercer Reich. Més tard, Sir Austin Bradford-Hill demostrà una correlació entre fumar i el càncer de pulmó, sent el 95% de pacients amb càncer de pulmó fumadors i ex fumadors. En les persones no fumadores, l'aparició del càncer de pulmó és resultat d'una combinació de factors genètics, exposició al gas radó, asbest, i contaminació atmosfèrica, incloent fum secundari (fumadors passius).
El càncer de pulmó és una de les malalties més greus i un dels càncers amb major incidència en l'ésser humà, responsable dels majors indicis de mortalitat oncològica a escala mundial. És la primera causa de mortalitat per càncer en l'home i la tercera de la dona, després del càncer de còlon i de mama, causant més d'un milió de morts cada any en el món sencer. Al Regne Unit (2004) i als Estats Units (2006) representa la primera causa de mort per càncer en homes i dones. A Espanya són diagnosticats anualment uns 20.000 casos, el qual representa el 18,4% dels tumors entre els homes (18.000 casos) i el 3,2% entre les dones (2.000 casos). Junt amb el de tràquea, a Girona, la incidència percentual sobre el total de càncers és del 11%; per a homes al voltant del 14% i per a dones al voltant del 5%. Tot i la dificultat per trobar estadístiques consistents entre els diferents països d'Iberoamèrica i el Carib, la supervivència global ha anat augmentant, especialment en pacients en tractament recular amb quimioteràpia. A Catalunya, té una taxa de supervivència a cinc anys per a homes al voltant del 20% i per a dones al voltant del 30%. Junt amb el càncer de tràquea, el de bronquis i pulmó, a Catalunya, les taxes de mortalitat (x 100.000 hab.; i en % sobre el total de càncers per sexe; estandarditzades segons sexe, 2018) són: 13,80 dones; 62,21 homes; 35,50 total; 12,31% en dones; 26,35% en homes.

## Símptomes
- Dificultat respiratòria.
- Tos crònica (i en el cas de malaltia crònica de vies aèries inferiors, que en canviï el patró habitual)
- Tos amb sang.
- Soroll d'origen bronquial o pulmonar (o inhabitual, en el cas de malaltia crònica de vies aèries inferiors).
- Dolor toràcic.
- Pèrdua de pes.
- Disfunció en la veu, poc freqüentment.

## Tipus

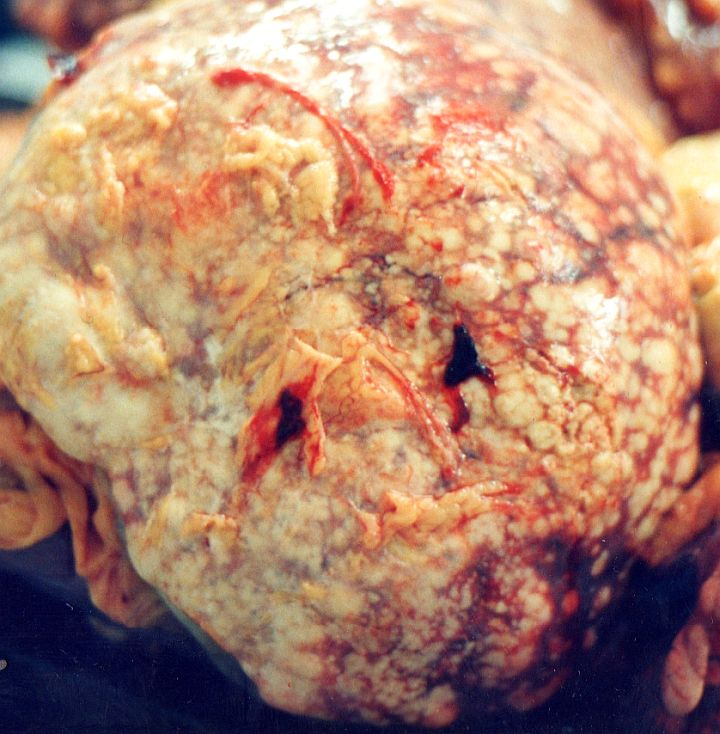
Disseminació carcinomatosa massiva apical en un cas d'adenocarcinoma pulmonar

El càncer de pulmó es classifica en dos tipus principals en funció de la mida i l'aparença de les cèl·lules malignes: el càncer pulmonar de cèl·lules petites (o microcític) i el de cèl·lules no petites (no microcític). Aquesta diferència condiciona el tractament, i així, mentre el primer en general és tractable amb quimioteràpia i radiació, el segon tendeix a ser eliminat mitjançant cirurgia làser, i, en determinats casos, teràpia fotodinàmica.
- Amb cèl·lules petites
- Sense cèl·lules petites

## Causes
- Fum de tabac
- Carcinògens com el fum del tabac (en fumadors actius i passius).
- Exposició a radiacions.
- Susceptibilitat genètica.
- Infecció viral.
- Amiant.

L'edat és un factor de risc important. El 2012, tan sols el 0,13% de les defuncions per càncer de pulmó als Estats Units es produïren en persones de menys de 35 anys, mentre que el 72,10% es produïren en individus de 65 anys o més.

## Tractament
És important que el càncer es detecti en les primeres fases. Els tractaments amb eficiència provada, que es poden aplicar en conjunt o separadament, inclouen cirurgia, quimioteràpia, radioteràpia, immunoteràpia, ablació percutània i també cures pal·liatives —en l'intent de curar o disminuir l'impacte advers de les neoplàsies malignes originades al teixit pulmonar. Les intervencions complementàries com el seguiment d'infermeria, la psicoteràpia, la teràpia psicosocial i alguns programes educatius podrien contribuir a la satisfacció personal del pacient i a la seva capacitat funcional, sense cap conclusió científica ferma. Tampoc hi ha evidències científiques que indiquin que un increment de la dieta nutricional o la pràctica esportiva resultin en una millora de la qualitat de vida o en la supervivència d'una persona amb càncer de pulmó.